# استنستد سنت مارگارتز
استنستد سنت مارگارتز (به انگلیسی: Stanstead St Margarets) یک روستا و محله مدنی در بریتانیا است که در East Hertfordshire واقع شده‌است. استنستد سنت مارگارتز ۱٬۶۵۲ نفر جمعیت دارد.